# Polígraf (autor)

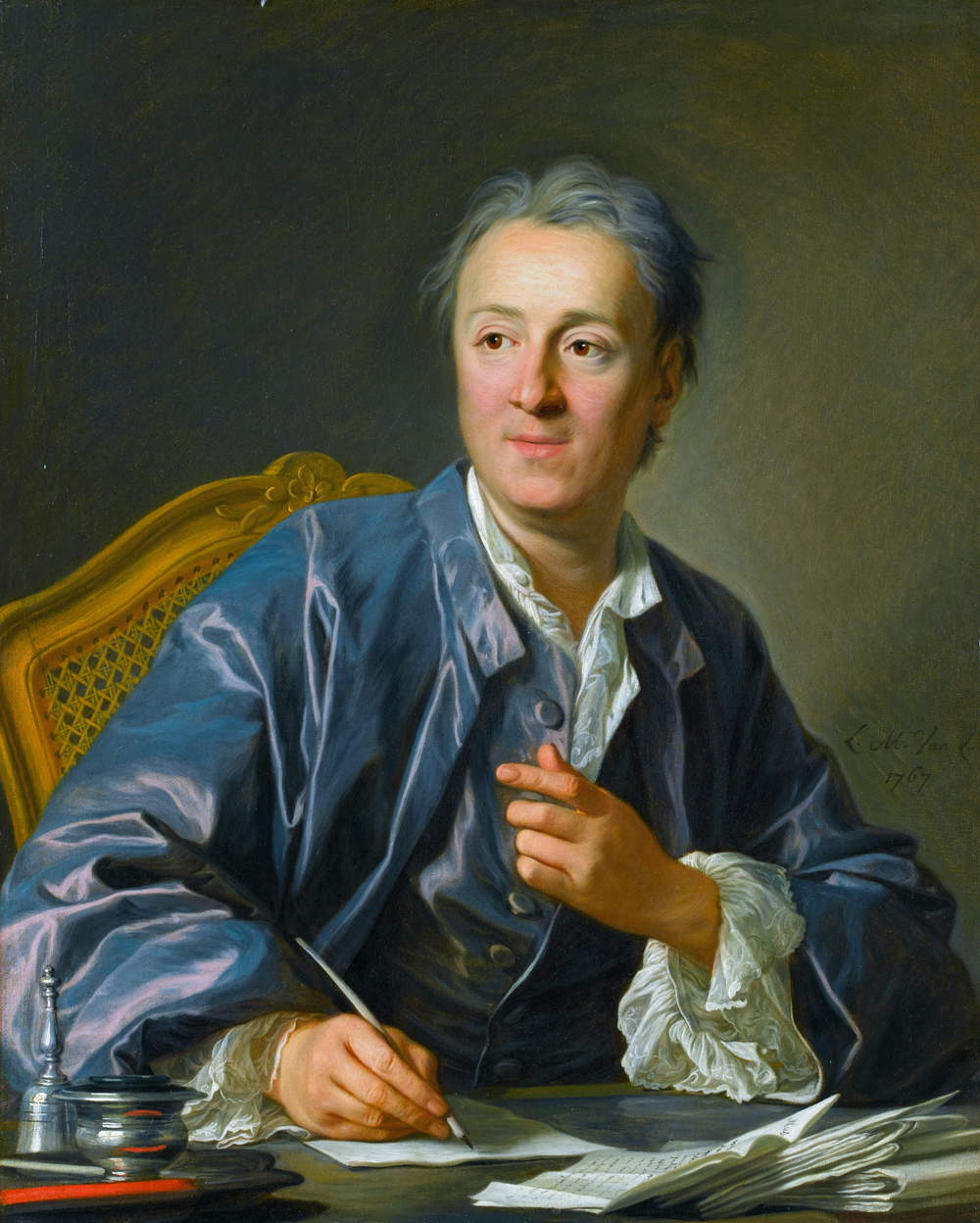
Diderot per Louis-Michel van Lloo, 1767

Polígraf (del grec antic (πολυγράφος) polugraphos : poly : molts i graphos : escriptura) és un autor que ha escrit sobre matèries diferents.

## En literatura
En la literatura el terme de polígraf s'aplica a certs escriptors de l'antiguitat clàssica, com Aristòtil i Plutarc entre els grecs i Ciceró i Plini el Vell entre els romans. Voltaire i l'enciclopedista Diderot són dos exemples de polígrafs moderns.

## Autors polígrafs
Antiguitat
- Filòstrat de Lemnos
- Duris de Samos
- Suetoni

Edat mitjana
- Abu-Nuwàs
- Isidor de Sevilla
- Al-Jàhidh
- Miquel Psel·los

Època moderna
- Voltaire
- Denis Diderot
- Athanasius Kircher
- Saint-Réal

Època contemporània
- Joaquim Maria Bover
- Arthur Conan Doyle
- Maurice Garçon
- Gustave Le Rouge
- Simin Palay
- Ludwig Tieck
- Jacques Attali
- Ernesto de la Peña
- Marco Aurelio Denegri

### Altres usos
El terme es pot utilitzar en forma despectiva per referir-se a algú que escriu sobre diferents assumptes sense tenir els coneixements suficients.